# Lyponia nigroscutellaris
Lyponia nigroscutellaris is een keversoort uit de familie netschildkevers (Lycidae). De wetenschappelijke naam van de soort werd in 1956 gepubliceerd door Ohbayashi.